# Maciste e il nipote d'America
Maciste e il nipote d'America è un film muto italiano del 1924 diretto da Eleuterio Rodolfi.